# خليفة تراوري
خليفة تراوري (بالفرنسية: Kalifa Traoré)‏ هو لاعب كرة قدم مالي في مركز الدفاع، ولد في 16 فبراير 1991 في باماكو في مالي. شارك مع منتخب مالي تحت 20 سنة لكرة القدم ومنتخب مالي لكرة القدم. أما مع النوادي، فقد لعب مع باريس سان جيرمان ونادي أنجيه ونادي سيدان ونادي ليزيربيي.

## وصلات خارجية
- خليفة تراوري على موقع رابطة كرة القدم الفرنسية للمحترفين (الإنجليزية)
- خليفة تراوري على موقع قاعدة بيانات كرة القدم.إي يو (الإنجليزية)
- خليفة تراوري على موقع ليكيب (الفرنسية)
- خليفة تراوري على موقع ناشيونال فوتبول تيمز (الإنجليزية)
- خليفة تراوري على موقع Soccerway.com (الإنجليزية)
- خليفة تراوري على موقع عالم كرة القدم.نت (الإنجليزية)
- خليفة تراوري على موقع AS.com (الإسبانية)
- خليفة تراوري على موقع GSA (الإنجليزية)